# Marie Charles Theodor De Damoiseau
Barone Marie Charles Théodore de Damoiseau de Montfort (Besançon, 6 aprile 1768 – Issy-les-Moulineaux, 6 agosto 1846) è stato un astronomo francese.
Fu ufficiale di artiglieria dell'esercito francese fino al 1792  quando, durante la Rivoluzione Francese, fu costretto ad emigrare dapprima in Germania e poi in Portogallo. Lavorò come vice direttore presso l’Osservatorio di Lisbona dove a partire dal 1798 pubblicò tavole di effemeridi. Ritornato in Francia nel 1807 fu reintegrato nell'esercito per dimettersi definitivamente nel 1817 e dedicarsi completamente all'astronomia.

## Contributi scientifici
Scrisse il trattato Memoire sur la Theorie de la Lune rifacendosi a metodi teorici già utilizzati da Laplace cui fece seguire la pubblicazione nel 1824 delle Tables de la lune, formées par la seule théorie de l'attraction et suivant la division de la circonférence en 400 degrés, tavole lunari basate solo su dati derivati da considerazioni teoriche e matematiche e solo in minima parte da osservazioni dirette a differenza delle tavole pubblicate da Christian Mayer e da Johann Ludwig Burckhardt.  Fu anche autore delle Tables écliptiques des satellites de Jupiter, d'après la théorie de leurs attractions mutuelles et les constantes déduites des observations nel 1836 e di altre memorie in campo astronomico.

## Onorificenze
- Fu insignito della Gold Medal della Royal Astronomical Society nel 1831[2]
- Fu eletto Membro Straniero Onorario della American Academy of Arts and Sciences nel 1832[3]
- Vincitore del Prix Lalande della Accademia francese delle scienze nel 1824

A Marie Charles Théodore de Damoiseau de Montfort la UAI ha  intitolato il cratere lunare Damoiseau